# Hebdomophruda errans
Hebdomophruda errans är en fjärilsart som beskrevs av Louis Beethoven Prout 1917. Hebdomophruda errans ingår i släktet Hebdomophruda och familjen mätare. Inga underarter finns listade i Catalogue of Life.